# Крістіна Кіллгроув
Крістіна Кіллгроув (англ. Kristina Killgrove; нар. 10 березня 1977) — американська археологиня, популяризаторка науки. Висвітлювала антропологічні та археологічні новини, досліджувала людські скелети давньоримського періоду. Постійна дописувачка інтернет-журналу Mental Floss, до цього писала для Science Uncovered. З березня 2015 року веде наукову колонку у журналі Forbes. У 2012—2018 роках викладала на факультеті антропології Університеті Західної Флориди, а з 2018 року викладає вУніверситеті Північної Кароліни в Чапел-Гілл. Також з 2011 року працює науковою співробітницею Інституту Роніна.

## Біографія
Крістіна Кіллгроув народилася та виросла у Шарлотсвіллі, штат Вірджинія, де її батько працював інженером Національного центру наземної розвідки, а мати була медсестрою. Вона має одного брата. Закінчила Вірджинський університет з дипломом бакалавра з класичної археології та латинської мови. Далі Кіллгроув навчалася в Університеті Східної Кароліни і здобула ступінь магістра з антропології. Потім навчалася в Університеті Північної Кароліни в Чапел-Гілл, де отримала ступінь магістра з класичної археології та дктора філософії з антропології. У різний період викладала у коледжі при Університеті Західної Флориди, Університеті Вандербільта, Університеті Північної Кароліни в Чапел-Гілл, Коледжі державного університету Нью-Йорка в Кортленді і Коледжі технічних комунікацій у Даремі.
Кіллгроув одружена з Патріком Рейнольдсом, головним інженером GitHub і Oracle of Bacon [Архівовано 27 червня 2019 у Wayback Machine.]; має двох дітей.

## Дослідницькі проєкти
Перший дослідницький проєкт Кіллгроув зосереджувався на дослідженні людських скелетів з двох давньоримських кладовищ. Ця робота включала дослідження дієти померлих на основі хімічного аналізу зубів, а також дослідження міграції людей на Апеннінському півострові за допомогою аналізу ізотопу стронцію У 2010—2017 роках Кіллгроув працювала над людським скелетним матеріалом, знайденим серед руїн античного міста Габій. З 2017 року вона очолює команду вчених на руїнах античного міста Оплонтіс, зруйнованого виверженням Везувію.

## SciComm
Крістіна Кіллгроув з 2007 року вела блог Powered by Osteons. У 2013 році вона дописувала у колонку «Запитайте вченого» у британському науково-популярному журналі Science Uncovered. З 2015 року веде власну колонку у журналі Forbes, висвітлюючи новини археології та антропології. У 2016 році почала писати статті для інтернет-журналу Mental Floss. Кіллгроув отримала дві нагороди за внесок у популяризацію науки. Вона також надавала експертні коментарі для численних ЗМІ, включаючи CNN, BBC, LiveScience, Gizmodo, Ars Technica, Newsweek, NPR і Quirks & Quarks.

## Нагороди
- 2017 — нагорода за відмінні знання в галузі археології від Американського товариства археології[22]
- 2016 — Премія нових напрямків для публічної антропології від Американської антропологічної асоціації.[23]

## Академічні публікації
- Killgrove, K., and R. Tykot. 2018. Diet and collapse: a stable isotope study of Imperial-era Gabii (1st-3rd c AD). Journal of Archaeological Science: Reports. doi: 10.1016/j.jasrep.2017.05.054.
- Killgrove K. and J. Montgomery. 2016. All roads lead to Rome: exploring human migration to the Eternal City through biochemistry of skeletons from two Imperial-era sites (1st-3rd c AD). PLOS ONE 11(2): e0147585. doi: 10.1371/journal.pone.0147585.
- Meyers Emery, K., and K. Killgrove. 2015. Bones, bodies, and blogs: outreach and engagement in bioarchaeology. Internet Archaeology 39. doi: 10.11141/ia.39.5.
- Killgrove, K. 2013. Biohistory of the Roman Republic: the potential of isotope analysis of human skeletal remains. Post-Classical Archaeologies 3:41-62.
- Killgrove, K., and R. Tykot. 2013. Food for Rome: a stable isotope investigation of diet in the Imperial period (1st-3rd centuries AD). Journal of Anthropological Archaeology 32(1):28-38. DOI: 10.1016/j.jaa.2012.08.002.
- Montgomery, J., J. Evans, S. Chenery, V. Pashley, K. Killgrove. 2010. «Gleaming, white and deadly»: lead exposure and geographic origins in the Roman period. In Roman Diasporas: Archaeological Approaches to Mobility and Diversity in the Roman Empire, H. Eckardt ed. Journal of Roman Archaeology supplement 78, Chapter 11, pp. 199–226.